# Велика-Хоча
Велика-Хоча (алб. Hoça e Madhe; серб. Velika Hoča) — сербская деревня в южной Метохии, в общине Ораховац. Один из анклавов косовских сербов.

## История
Велика-Хоча является древнейшим поселением в Метохии. Она была передана 1198—1199 годах Стефаном Неманем в качестве подворья монастырю Хиландар. В Средневековье Велика-Хоча была экономическим и религиозным центром с 24 церквями, тремя монастырями. От них сохранились 8 монастырей и 5 руинированных мест данного периода.
На Пасху 2007 года руководителю деревни Бежану Бальшевичу лично австрийский писатель Петер Хандке передал 50 тысяч евро, полученные с премией имени Генриха Гейне. Впечатления от поездки писатель обличил в книгу «Кукушка из Велика-Хоча» (нем. Die Kuckucke von Velika Hoča).

## Население и вероисповедание

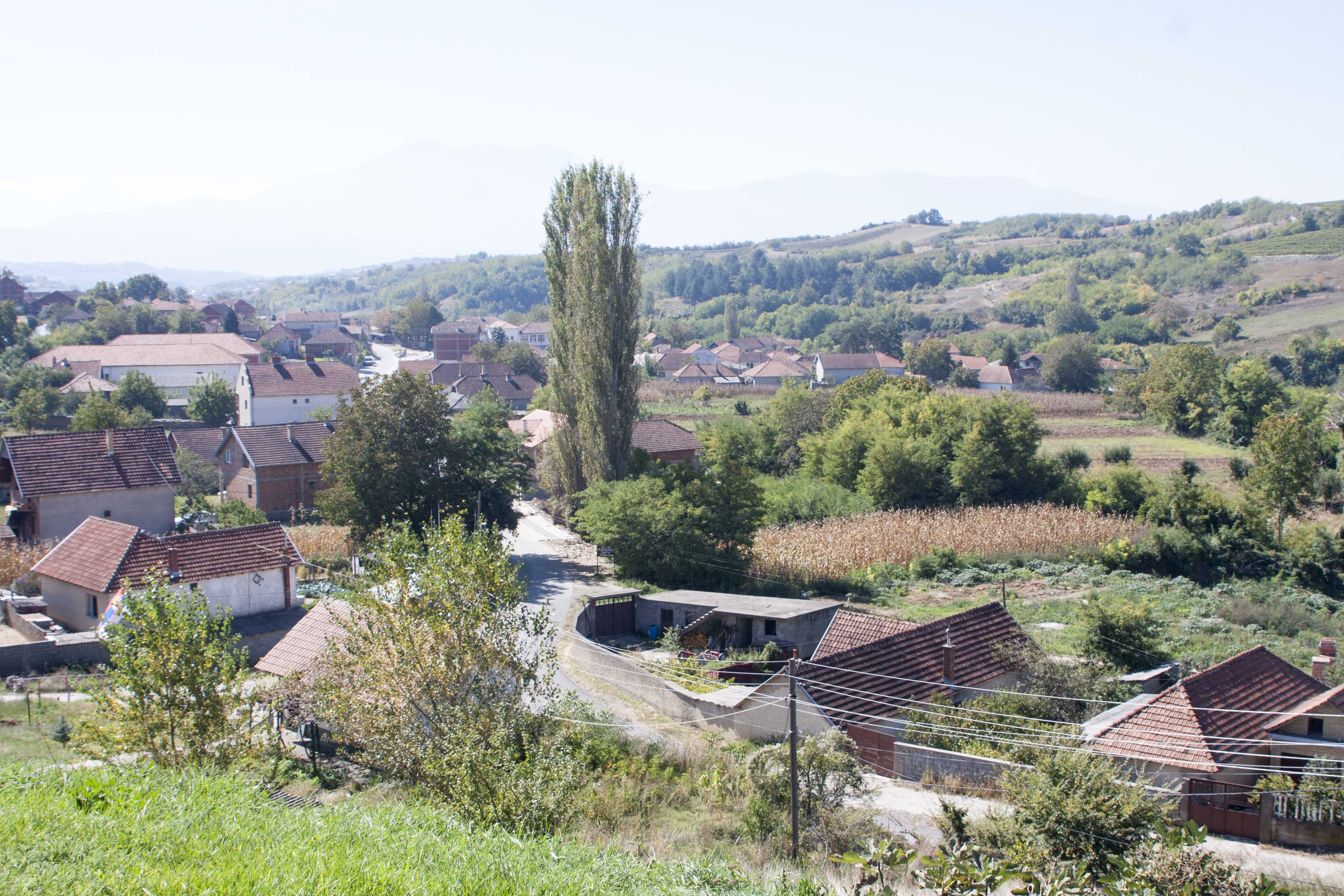
Вид на деревню

Вместе с общиной Верхнего Ораховца насчитывает около 750 человек. Перед войной в Косове в деревне насчитывалось приблизительно 2000 жителей. Большая часть населения — сербы.
| Годы   | 1948 | 1953 | 1961 | 1971 | 1981 | 1991 | 2011 |
| ------ | ---- | ---- | ---- | ---- | ---- | ---- | ---- |
| Жители | 1049 | 1124 | 1184 | 1245 | 1295 | 1288 | 124  |

Деревню круглосуточно охраняет КФОР, чтобы защитить сербское меньшинство от косово-албанских нападений.
По данным на 2011 год, из 3412 жителей 75 % исповедуют ислам, 49 % причисляются к сербской православной церкви. Из них 60,48 % — албанцы, 39,52 % — сербы.

## Хозяйство
Основой экономики деревни является виноградарство, благоприятное для здешнего тёплого климата и плодородной земли. Этот промысел существует с давних времён, не позже правления (1331—1355) Стефана Душана. Монастырь Высокие Дечаны не прервал многовековую традицию и по сей день славится метохийским вином.

## Культура
Велика-Хоча известна своими 12 церквями, постройка некоторых датируется XII веком и эпохой Стефана Неманя. Фрески хорошо сохранились.

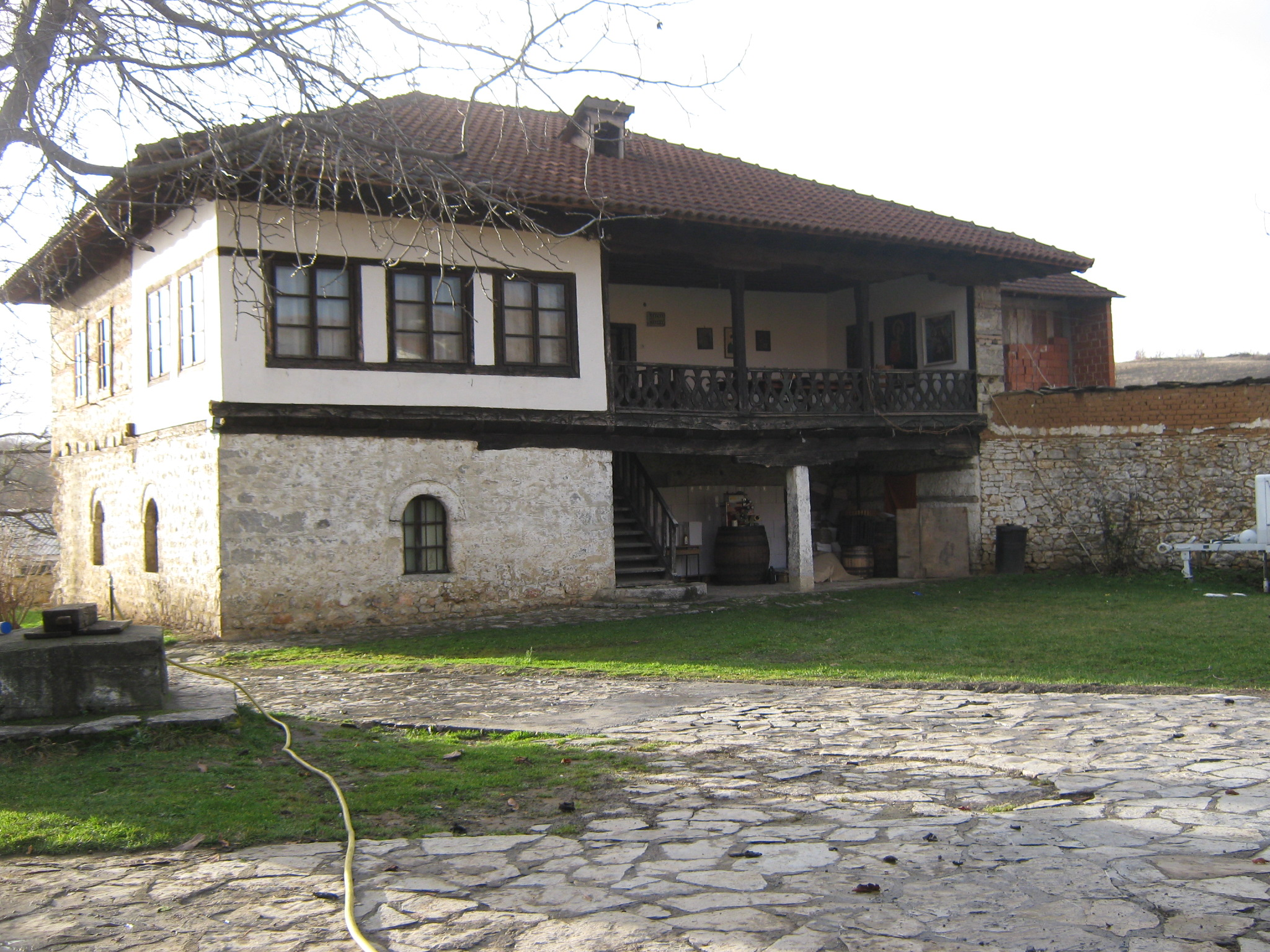
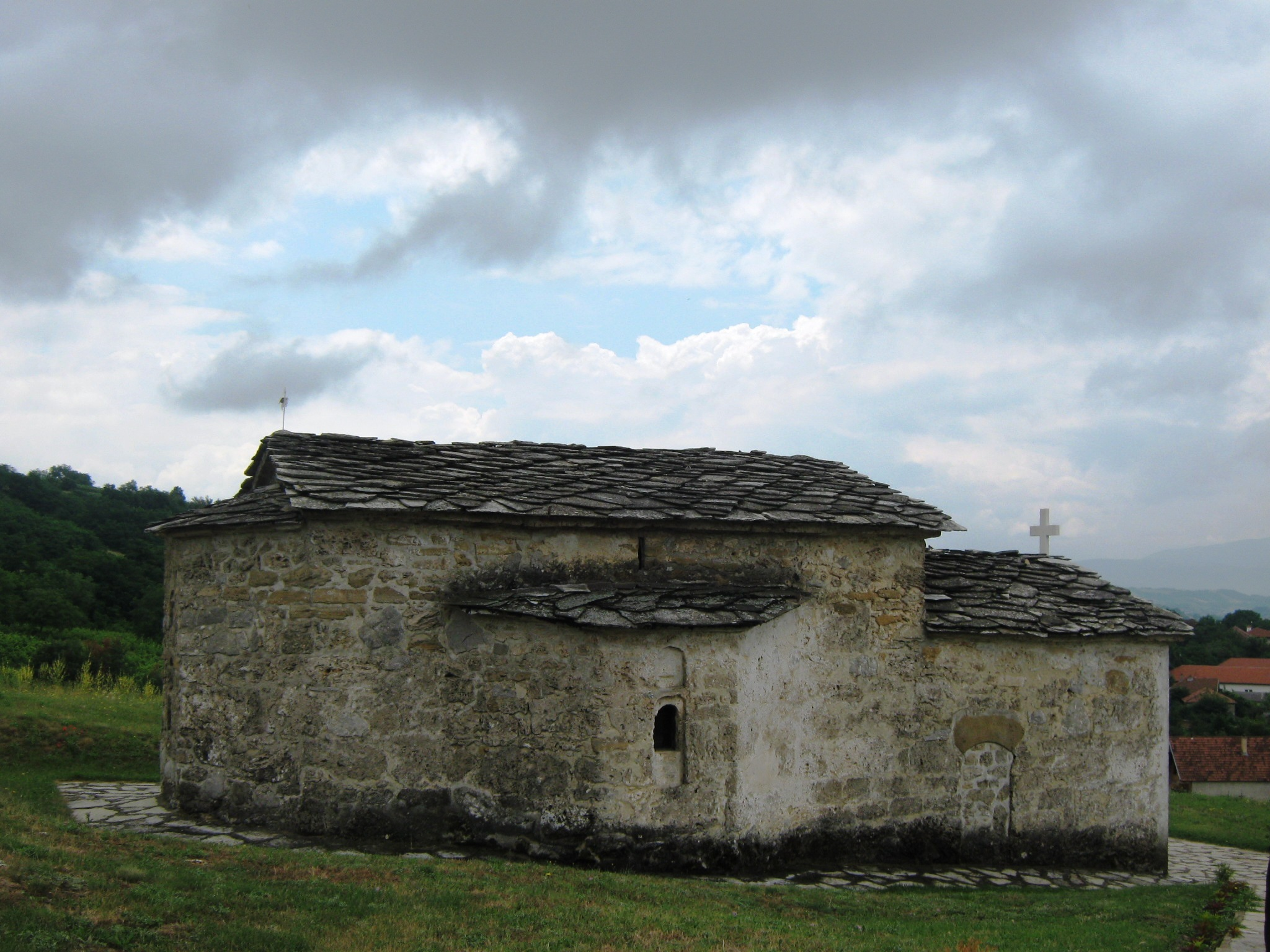
Монастырь Святого Иоанна XIV век
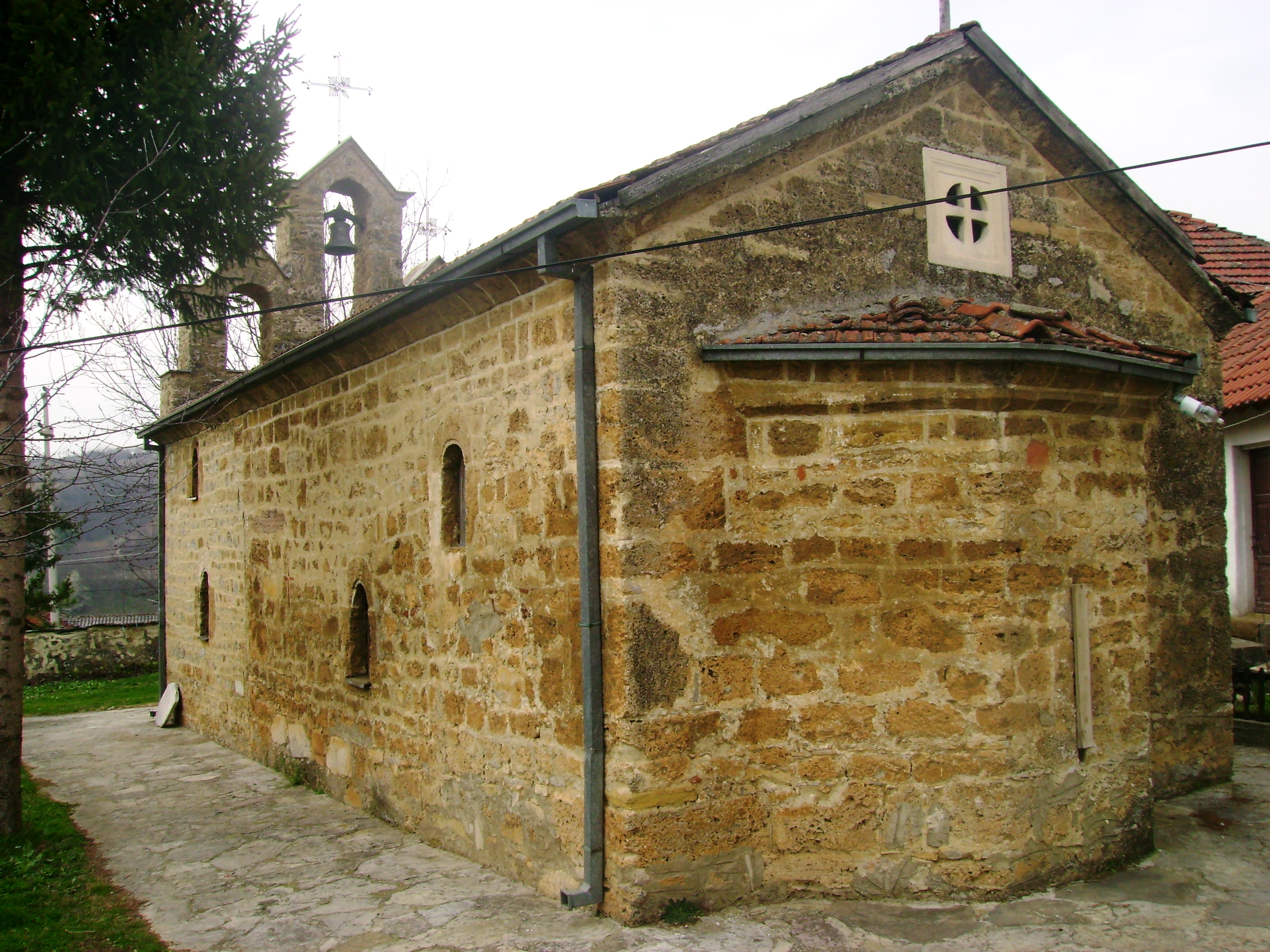
Церковь Святого Стефана, XIV век
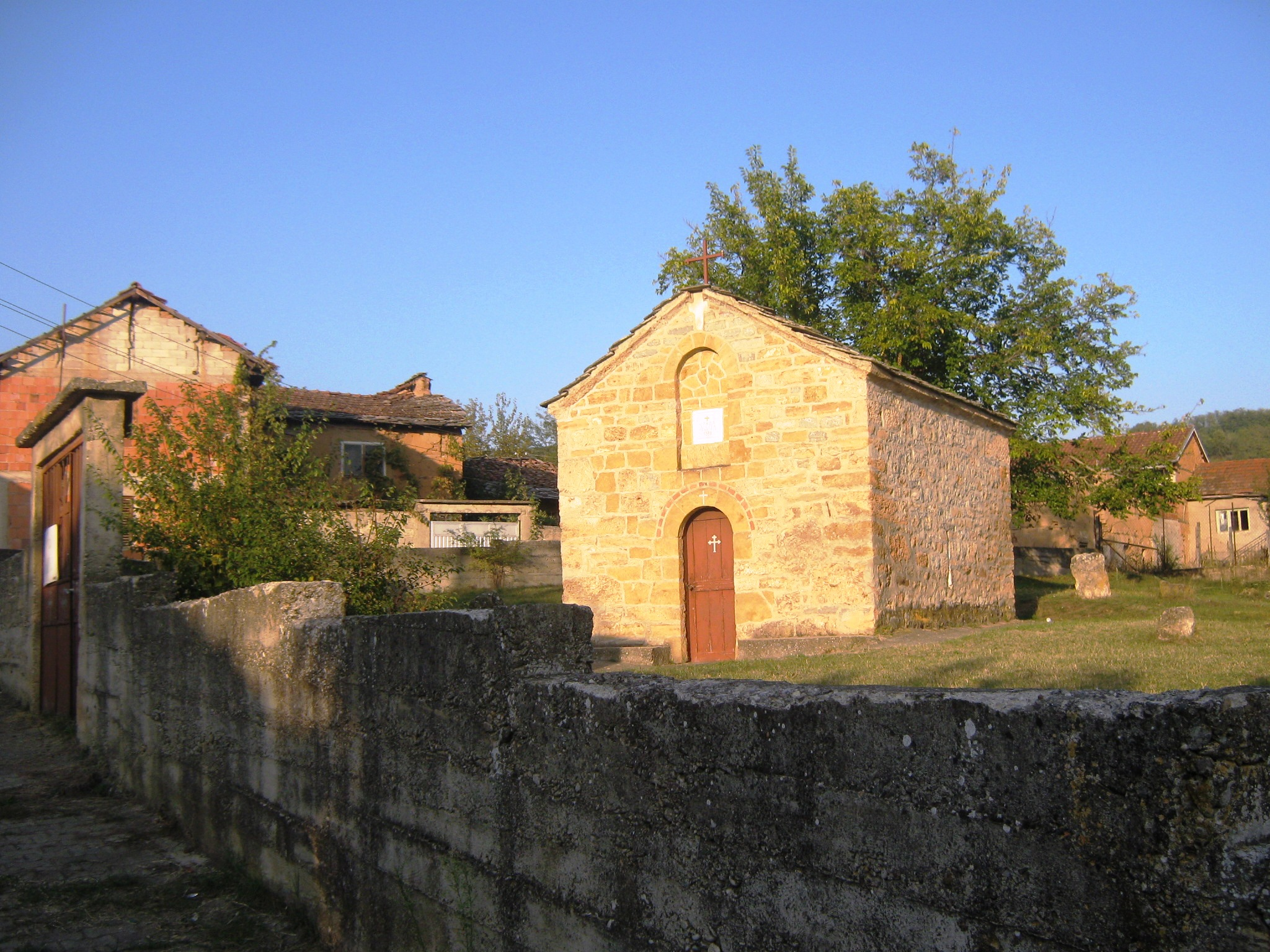
Церковь Святого Луки
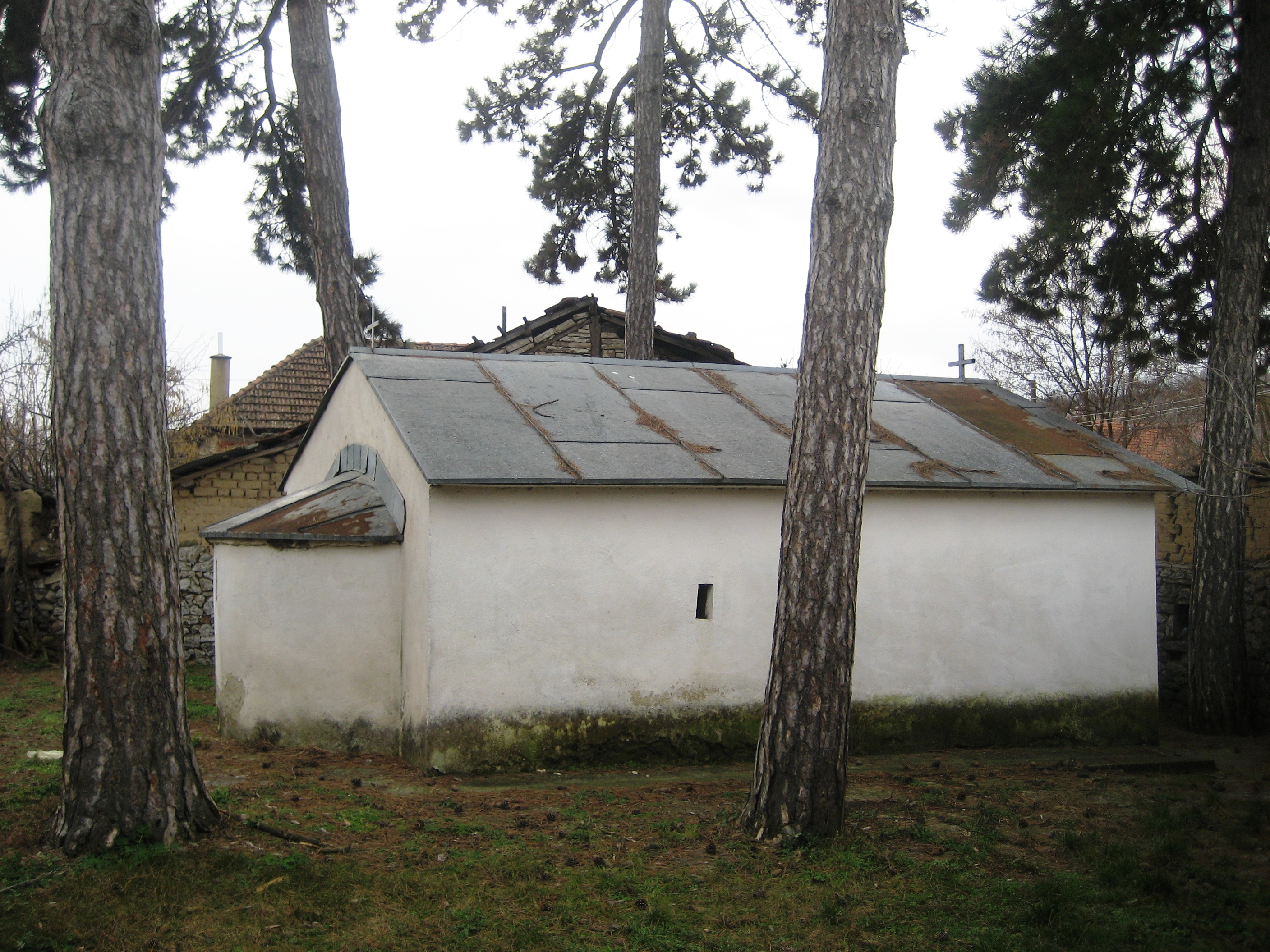
Церковь Воскрешения